# Anders Persson (längdskidåkare)
Anders Persson,  född 6 februari 1886 i Svedja, Rengsjö socken, Bollnäs kommun, Hälsingland, död 23 mars 1925, var en svensk skidåkare och skidfabrikör. Karriären avslutades den 22 mars 1925, den söndagen han vann DM-tävlingen 60 km i Delsbo. Dagen därpå arbetade han som vanligt i skidfabriken, då han plötsligt segnade ner vid skrivbordet, död i hjärtinfarkt, 39 år gammal. 

## Skidtillverkare
I snickarboden hemma i Rengsjö började Anders Persson tillverkningen av sina egna skidor tillsammans med brodern Karl Persson. Tillverkningen utökades och flyttades först till Växbo och sedan till Säversta i Bollnäs. Genom att vid ett flertal tillfällen sätta svenska skideliten på plats fick Anders jättebra PR för sitt företag.
Under fabrikens glansperiod tillverkades och exporterades skidor till 15 länder. Under 1940-talet tillverkades på hans fabrik – som då drevs av sterbhuset – även skidor till svenska försvaret. I november 1951 såldes fabriken till Edsbyverken.

## Skidåkare
Persson var en föregångare på många sätt. Han var den förste storskidåkaren som började fysträna redan under sommaren med mycket hård löpträning. Han var en renlevnadsman, smakade varken sprit eller tobak.
Han var ett av Sveriges stora namn före Hedlund/Utterström-epoken i svensk skidsport. 
Hans skidfabrik blev ett begrepp, likaså hans insatser i spåren under närmare 15 år. 1912–1923 tog han fyra SM-guld på 30 km, samt en andra plats i Vasaloppet 1923.
1912 stod Bollnäs som värd för Svenska Mästerskapet på skidor 30 km och vinnare blev Anders Persson Bollnäs GIF. 1920 arrangerade Bollnäs SM för andra gången, där blev Persson trea, detta var inte det optimala för honom, det var bl.a. den gången åskådarna fick höra hur hans humör gav sig uttryck... Han skällde åt allt och alla: 
" Dj---ar anamma!  Då man tävler på hemmaplan och man sagt täll om grädde ut efter spöre', och inte får nån grädde, så ja' måste åka me' trött och hungri.  Dj---ar vilken dålig hjälp man har... ”

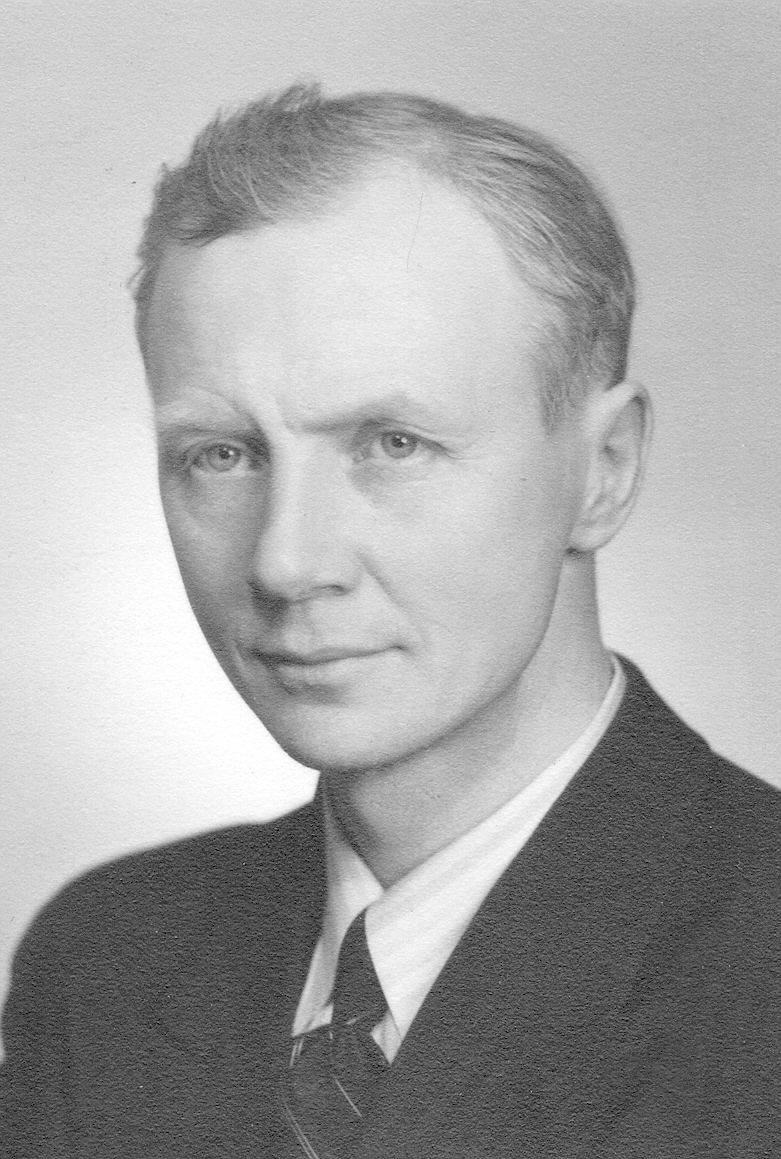
Brodern Nils Persson

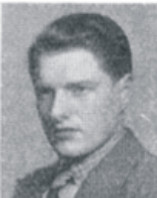
Sonen Waldemar Persson

## Familj
Som framgångsrika skidlöpare övrigt i släkten fanns även Anders bror Nils Persson Rengsjö, virkesinköpare och innovatör vid skidfabriken
(1905-01-25 – 1994-03-21) som bl.a. blev svensk mästare i budkavle 1934 i Lycksele, samt Anders son Waldemar Persson,  (1911-03-10 –  1990-12-26), bl.a. DM-mästare i budkavle 1936.

## Meriter
- SM 30 km, 1912 – 1924 :   placeringar  1, 2, 1, 7, 12, 1, 2, 5, 3, 1, 5, 6, 7.
- SM Budkavle, 2:a 1912,  4:a 1916,  5:a 1917,  3:a 1918,  1:a 1920,  5:a 1924.
- Holmenkollens 5-mil,  5:a 1919.
- Helsingfors ”Willebrands pokal”,  1921, 4:a 30 km.
- Nordiska spelen,  5:a 1913,  1:a 1917,  9:a 1922.
- Vasaloppet, 16:de 1922,  2:a 1923  (49 sekunder efter den segrande Oskar Lindberg från Norsjö),  27:a 1924.
- Han tog sammanlagt  39 DM-titlar